# Ekklesía

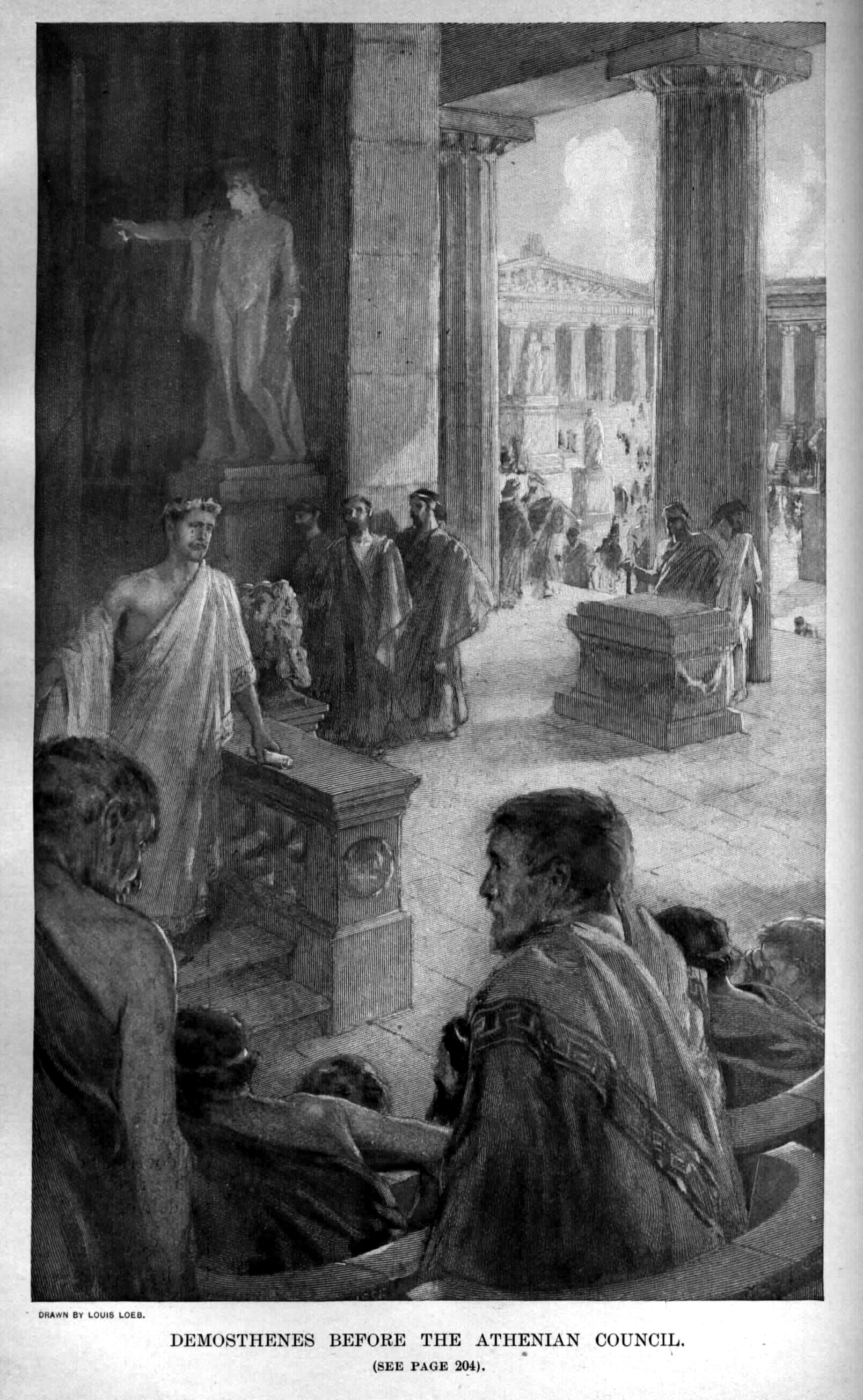
Demóstenes ante la ekklesía en el año 346 a. C. Ilustración de 1898, obra de Louis Loeb.

La ekklesía o ecclesía (del griego antiguo «ἐκκλησία») era la principal asamblea de la democracia ateniense en la Grecia clásica. Fue instaurada por Solón en el 594 a. C. y tenía un carácter popular, abierta a todos los ciudadanos varones con 2 años de servicio militar, de padre y madre atenienses, incluso a los tetes.
Se utilizaba para designar a los magistrados, que se elegían mediante un sorteo en el que participaban todos los atenienses que formasen parte de la asamblea. De esta forma también elegían de forma indirecta a los componentes del Areópago, ya que estos eran nombrados por los magistrados electos por la ekklesía. 
Entre otras cosas, la asamblea tenía la última palabra en lo referente a la legislación ateniense, las declaraciones de guerra, la firma de la paz, la estrategia militar, la elección del strategos y otros oficiales. Poseía también la facultad de llamar a los magistrados a rendir cuentas ante ella al final del año de su mandato.
En el siglo V a. C. sus miembros ascendían a 43 000 personas. Sin embargo, solo aquellos con riqueza suficiente como para poder pasar mucho tiempo lejos de casa podían haber participado de forma habitual, hasta que las reformas de Pericles en los años 451 y 452 a. C., que suponían un pago por desempeñar tareas públicas, permitieron el acceso de todo ciudadano, independientemente de su nivel económico. 
Al principio se reunían una vez al mes, pero más tarde llegaron a reunirse tres o cuatro veces mensuales. La agenda para la ekklesía la establecía la Boulé, el consejo de los quinientos (no confundir la Boulé con la asamblea popular) y las votaciones se hacían a mano alzada.